# Brayden Tracey
Brayden Tracey (Calgary, Alberta, 28 de mayo de 2001) es un jugador profesional canadiense de hockey sobre hielo que se desempeña en la posición de extremo izquierdo en Anaheim Ducks, equipo de la National Hockey League (NHL).

## Carrera
Fue seleccionado en la primera ronda en la NHL Entry Draft de 2019. En 2021 hizo su debut profesional con el equipo Anaheim Ducks, donde lleva jugando una temporada.